# Copa Intertoto de la UEFA 2007

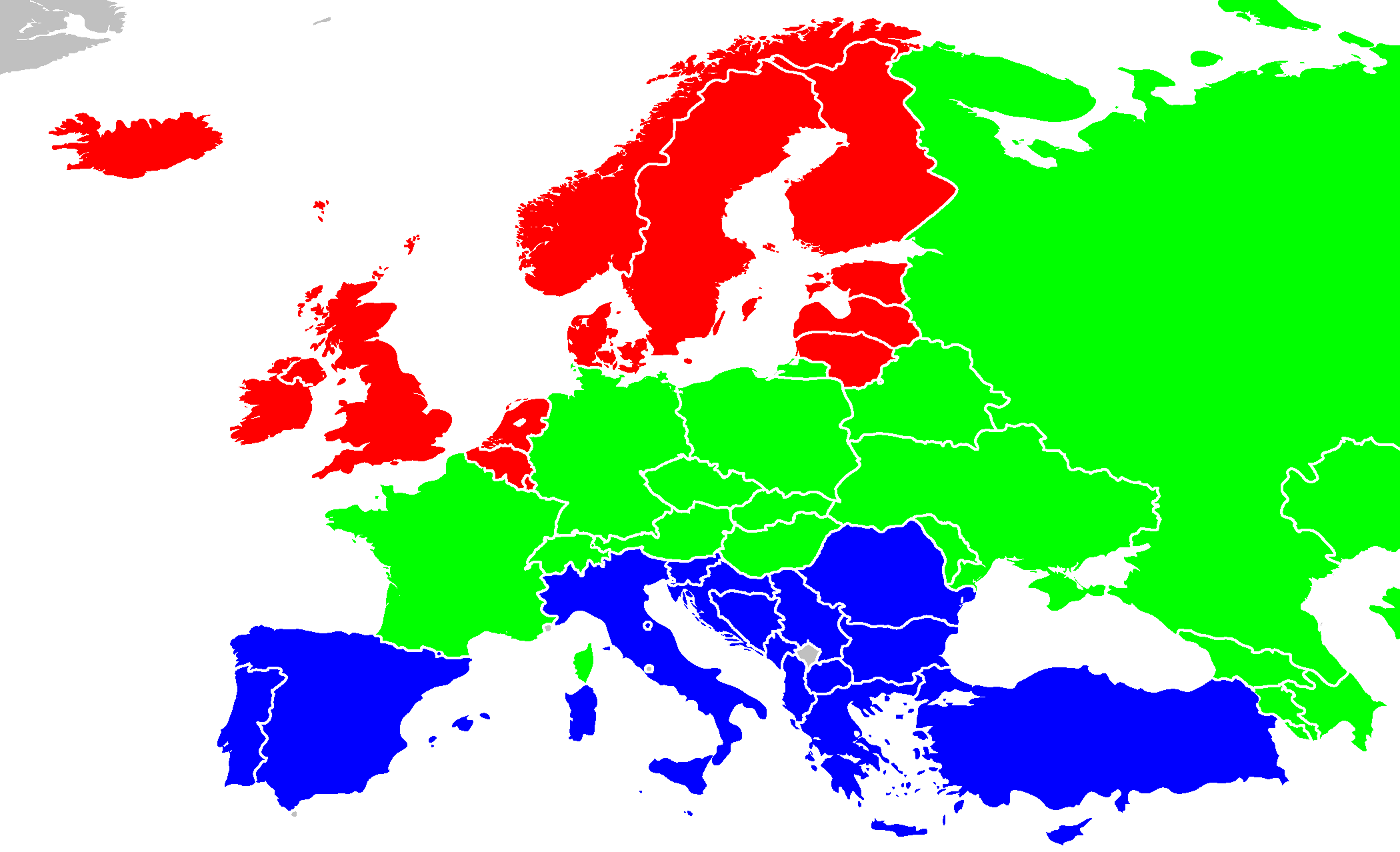
Les 3 regions en un mapa d'Europa

La Copa Intertoto 2007, igualment que a l'edició del 2006, es desenvolupa en 3 rondes amb 50 equips. Els 11 equips guanyadors de la tercera ronda entraran directament a la segona ronda classificatòria de la Copa de la UEFA.

## Primera Ronda
23/24 de juny i 30 de juny/1 de juliol de 2007.
| Regió Meridional    | Regió Meridional    | Regió Meridional | Regió Meridional  | Regió Meridional | Regió Meridional |
| Partit              | Equip 1             | Resultat global  | Equip 2           | Resultat anada   | Resultat tornada |
| ------------------- | ------------------- | ---------------- | ----------------- | ---------------- | ---------------- |
| 1                   | Gloria Bistriţa     | 3:2              | FK Grbalj         | 2:1              | 1:1              |
| 2                   | NK Zagreb           | 2:2              | KS Vllaznia       | 2:1              | 0:1              |
| 3                   | Ethnikos Achnas     | 1:2              | Makedonija Skopje | 1:0              | 0:2              |
| 4                   | Birkirkara          | 1:5              | NK Maribor        | 0:3              | 1:2              |
| 5                   | UE Sant Julià       | 4:6              | Slavija Lukavica  | 2:3              | 2:3              |
| Regió Central       |                     |                  |                   |                  |                  |
| Partit              | Equip 1             | Resultat global  | Equip 2           | Resultat anada   | Resultat tornada |
| 6                   | Tobol Kustanai      | 3:2              | FC Zestaponi      | 3:0              | 0:2              |
| 7                   | Shakhtyor Saligorsk | 4:3              | Ararat Yerevan    | 4:1              | 0:2              |
| 8                   | FK Baku             | 2:2              | Dacia Chişinău    | 1:1              | 1:1 (p:2-4)      |
| 9                   | FC Differdange 03   | 0:5              | Slovan Bratislava | 0:2              | 0:3              |
| Regió Septentrional |                     |                  |                   |                  |                  |
| Partit              | Equip 1             | Resultat global  | Equip 2           | Resultat anada   | Resultat tornada |
| 10                  | Cliftonville        | 2:1              | Dinaburg FC       | 1:1              | 1:0              |
| 11                  | Hammarby IF         | 3:1              | KÍ Klaksvik       | 2:0              | 1:1              |
| 12                  | Honka Espoo         | 4:2              | TVMK Tallinn      | 0:0              | 4:2              |
| 13                  | Valur Reykjavik     | 1:2              | Cork City         | 0:2              | 1:0              |
| 14                  | Vetra Vilnius       | 6:6              | Llanelli AFC      | 3:1              | 3:5              |

## Segona Ronda
7/8 de juliol i 14/15 de juliol de 2007.
| Regió Meridional    | Regió Meridional    | Regió Meridional | Regió Meridional      | Regió Meridional | Regió Meridional |
| Partit              | Equip 1             | Resultat global  | Equip 2               | Resultat anada   | Resultat tornada |
| ------------------- | ------------------- | ---------------- | --------------------- | ---------------- | ---------------- |
| A                   | Slavija Lukavica    | 0:3              | Oţelul Galaţi         | 0:0              | 0:3              |
| B                   | Makedonija Skopje   | 0:7              | PFC Cherno More Varna | 0:4              | 0:3              |
| C                   | NK Maribor          | 2:5              | Hajduk Kula           | 2:0              | 0:5              |
| D                   | Trabzonspor         | 10:0             | KS Vllaznia           | 6:0              | 4:0              |
| E                   | Maccabi Haifa FC    | 2:2              | Gloria Bistriţa       | 0:2              | 2:0 (p:3-4)      |
| Regió Central       |                     |                  |                       |                  |                  |
| Partit              | Equip 1             | Resultat global  | Equip 2               | Resultat anada   | Resultat tornada |
| F                   | Dacia Chişinău      | 1:1              | Sankt Gallen          | 0:1              | 1:0 (p:4-0)      |
| G                   | Zalaegerszegi       | 0:5              | Rubin Kazan           | 0:3              | 0:2              |
| H                   | Rapid Viena         | 3:2              | Slovan Bratislava     | 3:1              | 0:1              |
| I                   | Chornomorets Odessa | 6:2              | Shakhtyor Saligorsk   | 4:2              | 2:0              |
| J                   | Tobol Kustanai      | 3:1              | Slovan Liberec        | 1:1              | 2:0              |
| Regió Septentrional |                     |                  |                       |                  |                  |
| Partit              | Equip 1             | Resultat global  | Equip 2               | Resultat anada   | Resultat tornada |
| K                   | Honka Espoo         | 3: 3             | AaB Aalborg           | 2:2              | 1:1              |
| L                   | Vetra Vilnius       | 3:0              | Legia Varsòvia        | 3:0              | -:-              |
| M                   | AA Gent             | 6:0              | Cliftonville          | 2:0              | 4:0              |
| N                   | Cork City           | 1:2              | Hammarby IF           | 1:1              | 0:1              |

## Tercera Ronda
21/22 de juliol i 28/29 de juliol de 2007.
| Regió Meridional    | Regió Meridional      | Regió Meridional | Regió Meridional  | Regió Meridional | Regió Meridional |
| Partit              | Equip 1               | Resultat global  | Equip 2           | Resultat anada   | Resultat tornada |
| ------------------- | --------------------- | ---------------- | ----------------- | ---------------- | ---------------- |
| -                   | Hajduk Kula           | 2:4              | União de Leiria   | 1:0              | 1:4              |
| -                   | PFC Cherno More Varna | 0:2              | Sampdoria         | 0:1              | 0:1              |
| -                   | Gloria Bistriţa       | 2:2              | Atlètic de Madrid | 2:1              | 0:1              |
| -                   | Oţelul Galaţi         | 4:2              | Trabzonspor       | 2:1              | 2:1              |
| Regió Central       |                       |                  |                   |                  |                  |
| Partit              | Equip 1               | Resultat global  | Equip 2           | Resultat anada   | Resultat tornada |
| -                   | Tobol Kustanai        | 2:0              | OFI Creta         | 1:0              | 1:0              |
| -                   | Dacia Chişinău        | 1:5              | Hamburger SV      | 1:1              | 0:4              |
| -                   | Chornomorets Odessa   | 1:3              | RC Lens           | 0:0              | 1:3              |
| -                   | Rapid Viena           | 3:1              | Rubin Kazan       | 3:1              | 0:0              |
| Regió Septentrional |                       |                  |                   |                  |                  |
| Partit              | Equip 1               | Resultat global  | Equip 2           | Resultat anada   | Resultat tornada |
| -                   | Vetra Vilnius         | 0:6              | Blackburn Rovers  | 0:2              | 0:4              |
| -                   | Hammarby IF           | 1:1              | FC Utrecht        | 0:0              | 1:1              |
| -                   | AA Gent               | 2:3              | AaB Aalborg       | 1:1              | 1:2              |